# Hotel Claridge
L'Hotel Claridge était un immeuble de 16 étages situé sur Times Square à Manhattan (New York), à l'angle sud-est de Broadway et de la 44e Rue. Initialement connu sous le nom d'Hotel Rector, il est édifié en brique, dans le style Beaux-Arts, en 1910-1911. Le bâtiment de 14 étages comptait 240 chambres sur une superficie de 20 000 mètres carrés. Il a subsisté durant 59 ans jusqu'à sa démolition en 1970, remplacé par le 1500 Broadway.

## Histoire

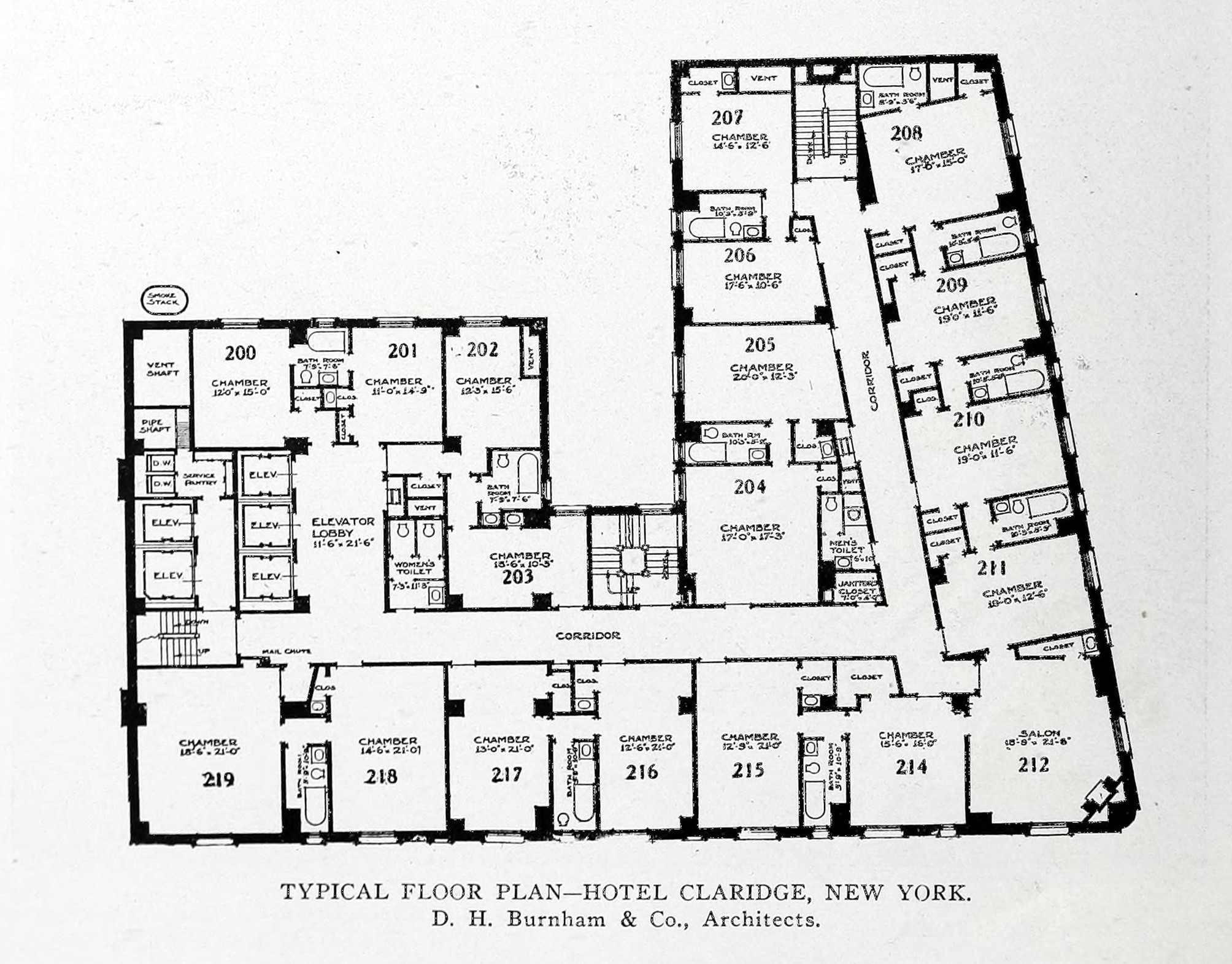
Plan d'étage type de l'hôtel.

L'Hôtel Rector est créé par George Rector (en) en complément de son restaurant à succès, fondé par son père et fréquenté par des personnalités riches et célèbres de New York, notamment Diamond Jim Brady (en) et Cornelius Vanderbilt III. Le moment choisi pour ce nouveau projet est peu heureux, car au fur et à mesure de la construction de l'hôtel , une pièce populaire jouée à Broadway, intitulée The Girl from Rector's (en), est jugée indécente par de nombreux critiques et donne à l'hôtel une réputation peu recommandable. George Rector tient cette pièce de théâtre pour responsable de sa banqueroute en mai 1913. Les nouveaux propriétaires changent le nom en Hotel Claridge la même année. Le nouveau nom évoque le Claridge's de Londres. Même si l'ancien nom n'est plus utilisé, la nouvelle direction refuse d'autoriser l'utilisation de la marque Rector pour un autre restaurant. George Rector intente une action en justice, couronnée de succès, pour retrouver le droit d'utiliser son propre nom,,.
L'American Society of Composers, Authors and Publishers (ASCAP) est fondée à l'hôtel Claridge le 13 février 1914.
En 1923, l'hôtel est racheté par l'investisseur immobilier Benjamin Winter, Sr. (en) pour 3 millions de dollars. En mai 1964, il est acquis par Douglas Leigh Inc. pour une somme indéterminée. Leigh indique vouloir transformer l'hôtel en bâtiment commercial avec des magasins, un restaurant et un espace d'exposition aux étages inférieurs, et des salles d'exposition, des bureaux et des salles de réunion aux étages supérieurs.
L’une des images les plus marquantes de Times Square est celle du « Camel Man », qui a soufflé des ronds de fumée de cigarette 24 heures sur 24, de 1941 à 1966, depuis un grand panneau publicitaire pour les cigarettes Camel, installé du côté Broadway de l’hôtel.

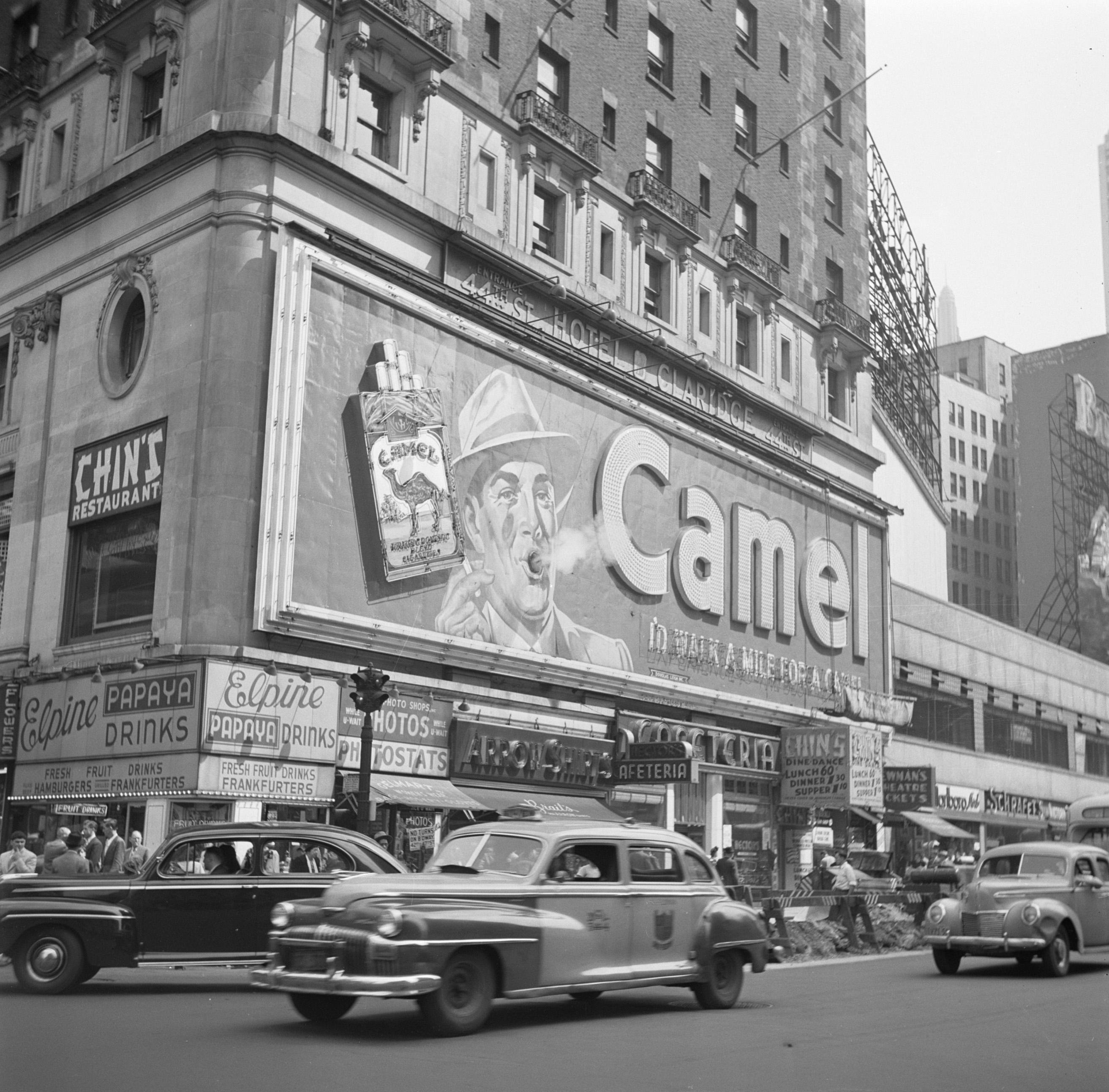
Le célèbre panneau publicitaire d'Artkraft Strauss fumant des cigarettes Camel à Times Square est conçu par Douglas Leigh et installé sur l'hôtel Claridge (1948).

Le bâtiment est rasé en 1970 pour faire place à une tour de bureaux de 33 étages. La National General Corporation (en) y installe ses bureaux pour l'Est, et incorpore une salle de cinéma dans le bâtiment, la première nouvelle salle de cinéma à Times Square depuis plus de 30 ans, qui ouvre ses portes le 12 décembre 1972 avec la première de The Poseidon Adventure,. Le cinéma ajoute un écran en 1982, puis ferme ses portes en 1998.
Les premier et deuxième étages sont occupés par les studios ABC de Times Square, qui hébergent le programme télévisé Good Morning America.

## Au cinéma
Dans L'Arnaqueur (1961), avec Jackie Gleason et Paul Newman, les scènes de la piscine sont tournées dans le bar de l'hôtel Claridge.
Dans Macadam Cowboy (1969), Joe Buck, joué par Jon Voight, loge à l'hôtel Claridge au début de son séjour à New York, mais en est expulsé pour défaut de paiement.